# Port de Suffren
Le port de Suffren est une voie des 7e et 15e arrondissements de Paris, en France, située sur la rive gauche de la Seine.

## Situation et accès
Le port de Suffren est une voie publique située dans les 7e et 15e arrondissements de Paris. Il débute au niveau du pont d'Iéna et se termine à celui du pont de Bir-Hakeim.
Côté Iéna, il est poursuivi par le port de La Bourdonnais et côté Bir-Hakeim par le port de Grenelle.

## Origine du nom
Il porte ce nom en raison du voisinage de l'avenue de Suffren, qui tire son nom du vice-amiral français Pierre André de Suffren (1729-1788).

## Historique
Ce port porte son nom actuel depuis 1905.

Côté Bir-Hakeim
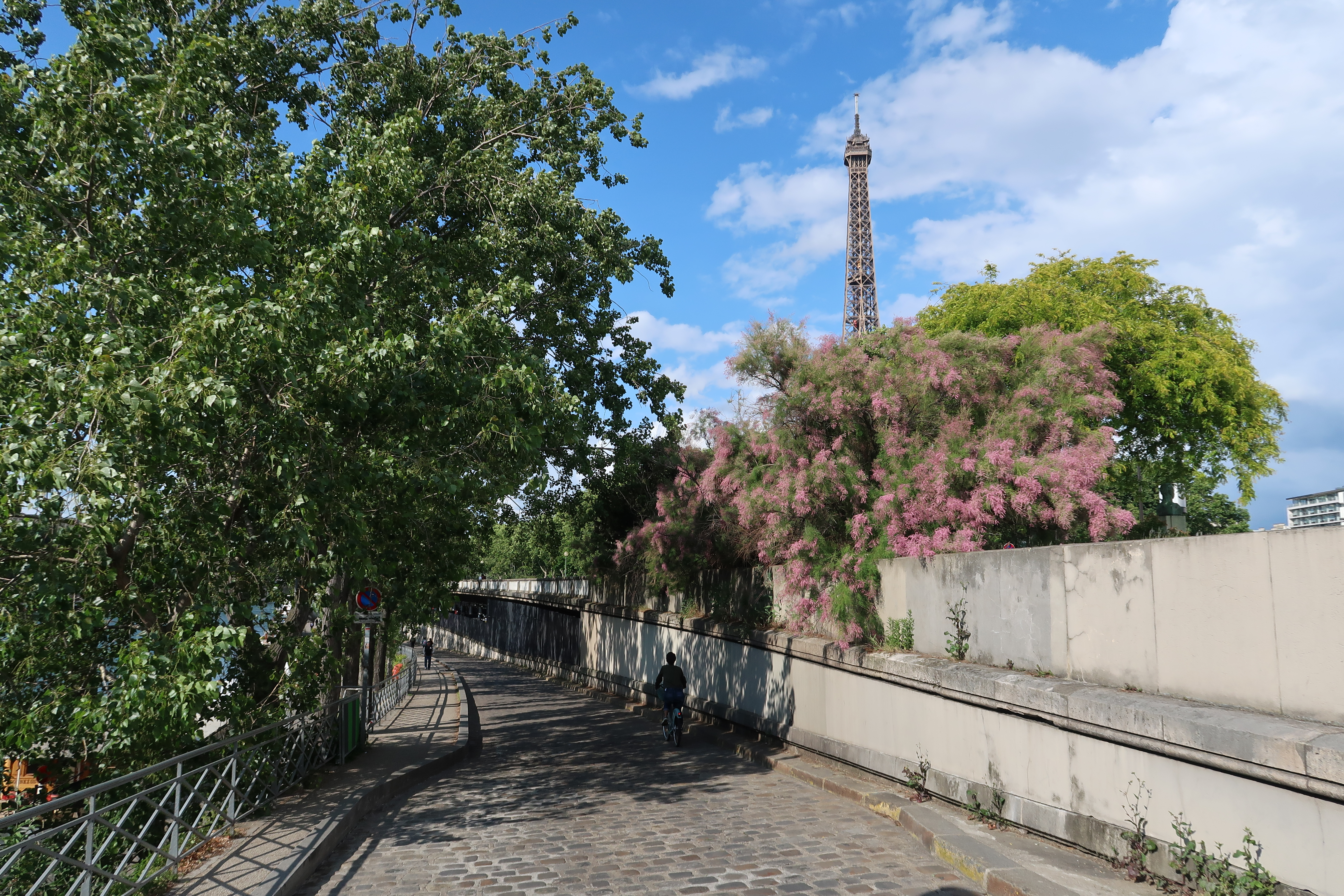
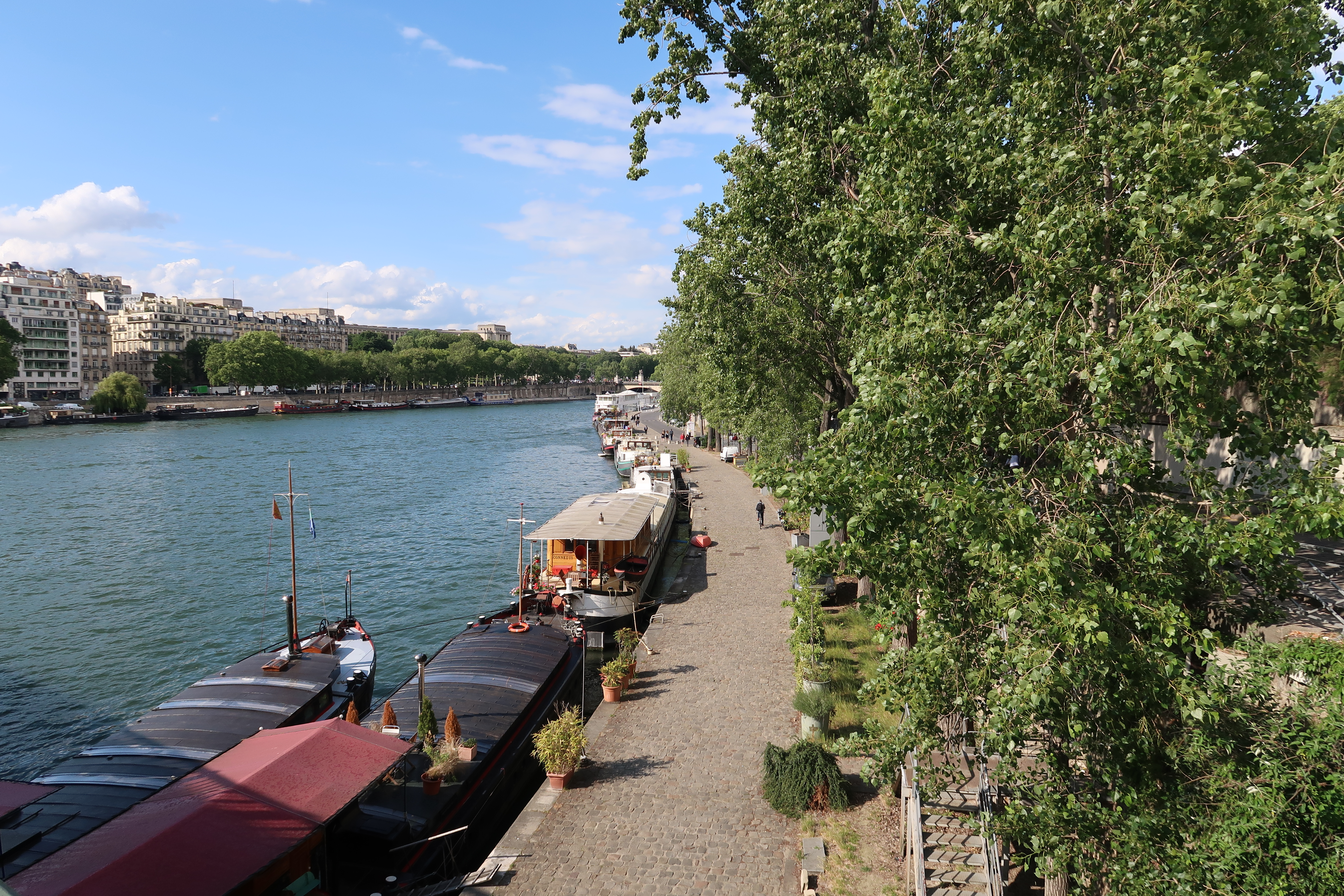

Côté Iéna
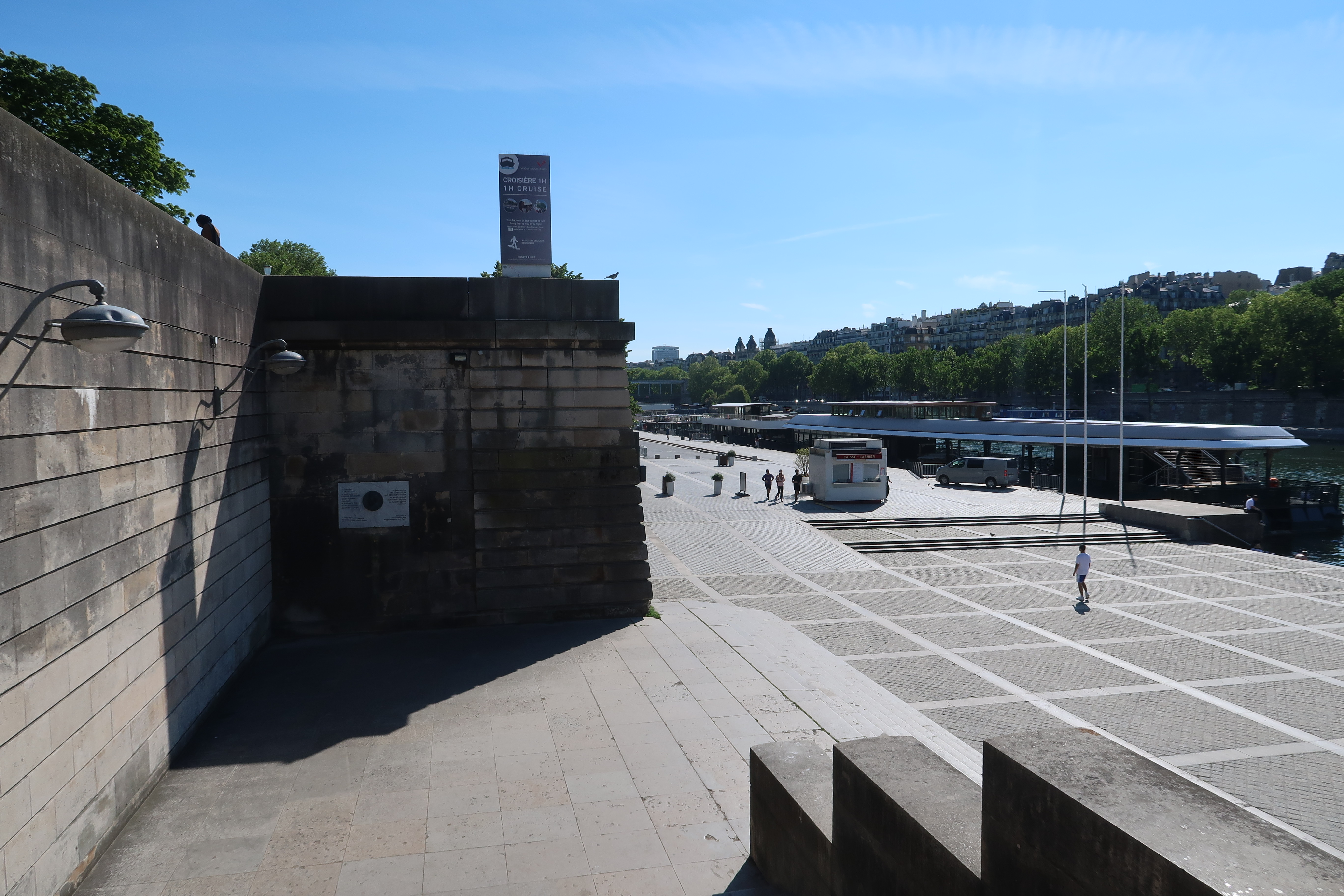
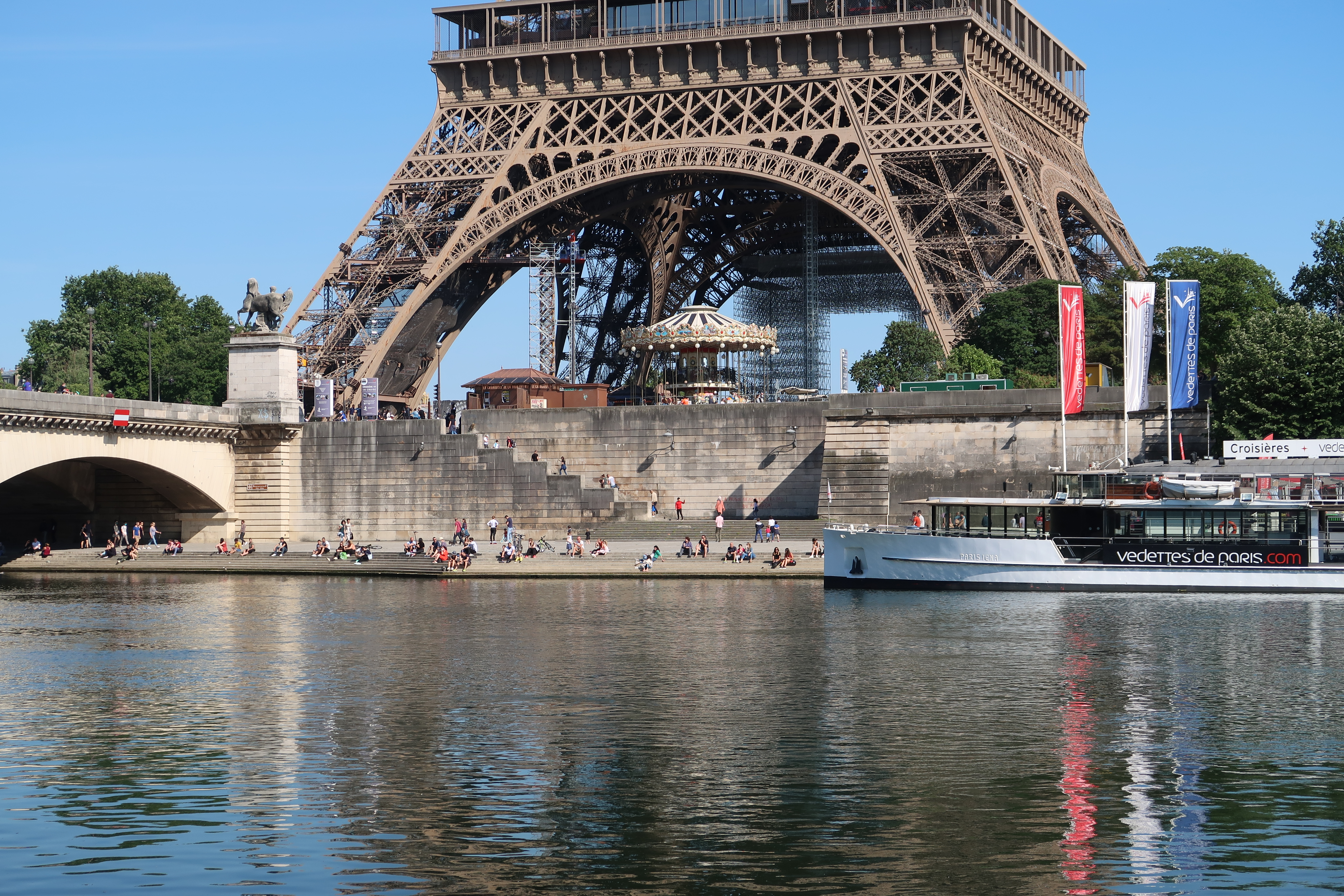
Aux pieds de la tour Eiffel.

Une plaque commémorative rend hommage au Hongrois Edmond Szechenyi, qui débarqua ici en 1867, devenant la première personnalité à traverser l'Europe par voie fluviale.

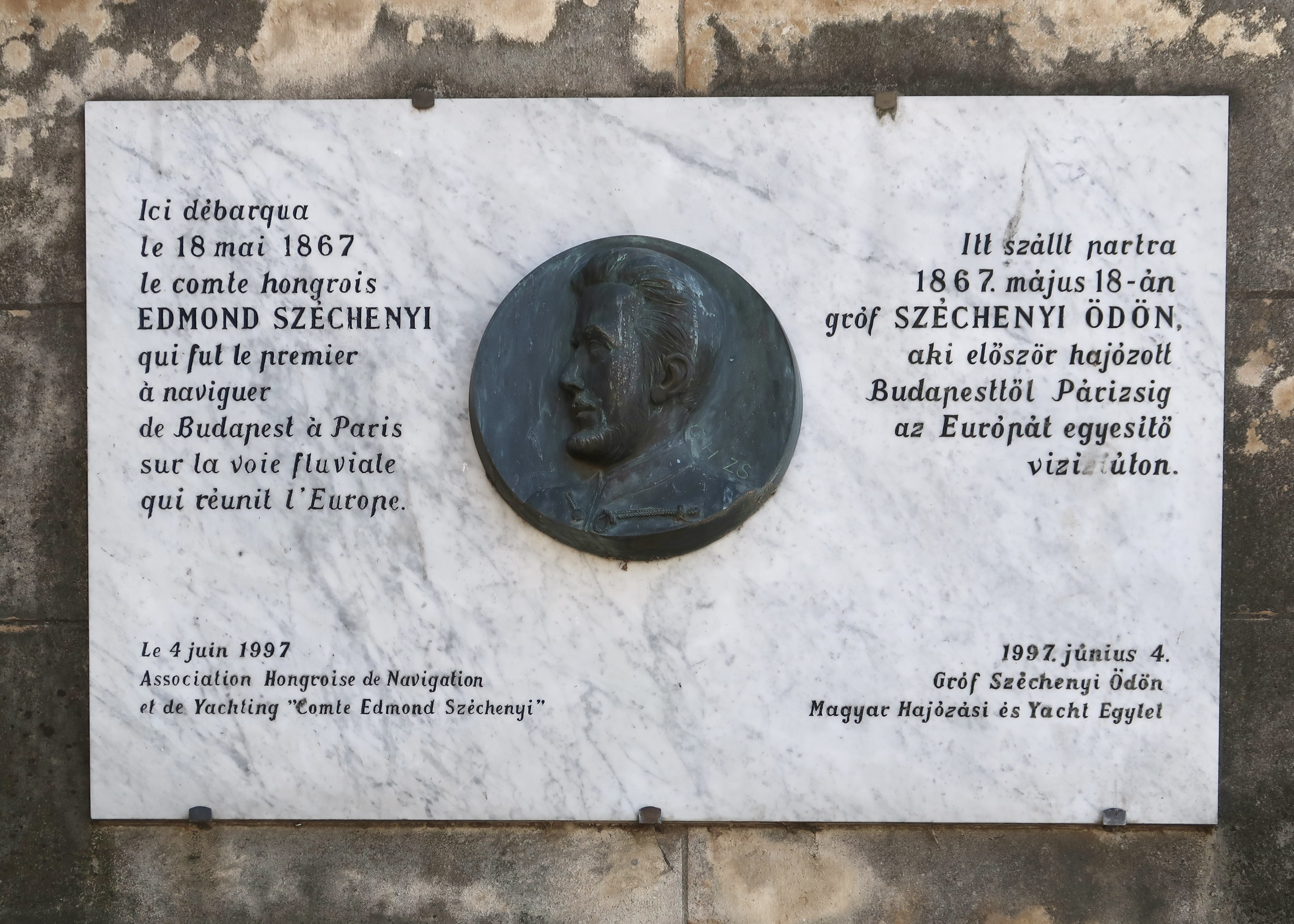
Plaque.

Une photographie du port en 1960 figure dans le Dictionnaire historique des rues de Paris de Jacques Hillairet.